# Відстеження банкнот

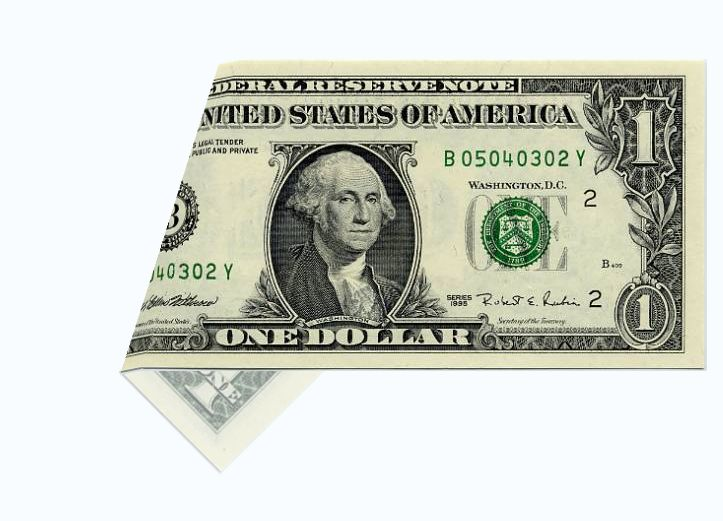
Банкнота 1 долар США (доларова купюра)

Відстеження грошових купюр — це процес відстеження руху банкнот, подібно до того, як орнітологи відстежують міграції птахів за допомогою їх кільцювання. Зазвичай це здійснюється за допомогою одного з декількох веб-сайтів, створених для цієї мети, які можуть відстежувати валюту серед користувачів цього веб-сайту. Користувач може зареєструвати купюру, ввівши її серійний номер, і якщо хтось інший вже зареєстрував цю купюру, то може бути показаний «маршрут» цієї купюри.
Деякі сайти відстеження векселів заохочують маркування перед витрачанням, інші — ні. Зазвичай це залежить від законодавства країни, що випускає валюту.
Найпопулярнішими валютами для відстеження є євро, долар США (USD) та канадський долар (CAD). 

## Передумови та правовий статус
Явище або хобі відстеження валютних операцій, що виникло в США в середині 1990-х років, швидко поширилося спочатку в Канаді, а потім і за її межами. Особливо у випадку з відстеженням банкнот євро, трекери набули набагато більш конкурентного характеру і сформували спільноти на своїх відповідних сайтах. Багато успішних сайтів включають в себе певні соціальні мережі, або за допомогою унікальних методів, притаманних конкретному сайту, або через зовнішні популярні соціальні мережі. В Єврозоні, оскільки багато країн прийняли євро, це легко призводить до конкуренції між трекерами в різних країнах; у Сполучених Штатах конкуренція відбувається на рівні штату або округу, а в Канаді — на рівні провінції.
Маркування купюр в Канаді чорнилом або гумовою печаткою не є незаконним. У Сполучених Штатах маркування векселів є незаконним, якщо є намір зробити вексель "непридатним для повторного випуску"; однак це рідко застосовується, і в разі визнання винного загрожує лише штраф. Маркування широко розповсюджене в обох країнах. В Єврозоні маркування не є універсальним і варіюється в залежності від регіону. Європейський центральний банк вважає, що маркування банкнот (як і їх знищення) є законним і не є виключною прерогативою урядів. 